# Doug Rollerson
Douglas Leslie Rollerson (Papakura, 14 de mayo de 1953-Auckland, 3 de mayo de 2017), más conocido como Doug Rollerson, fue un jugador de rugby a 13 y rugby a 15 neozelandés.

## Biografía
Rollerson nació y pasó su infancia en Papakura, un suburbio al sur de la capital neozelandesa Auckland. Después de terminar sus estudios primarios en Wesley College, se mudó a la isla Norte, donde empezó a vivir en la ciudad de Palmerston North, en la región de Manawatu-Wanganui, y siguió sus estudios en la Universidad Massey, lugar en el cual Doug Rollerson iniciaría posteriormente su carrera deportiva en el equipo de rugby Manawatu.

## Carrera profesional
Rollerson jugó principalmente en las posiciones de fullback y apertura en los equipos que pasó a lo largo de su carrera deportiva. Empezó jugando en Manawatu, uno de los equipos de rugby a 15 más antiguos de Nueva Zelanda, llegando a convertirse en uno los principales jugadores del equipo en lo que fue calificada como la época dorada del club, especialmente la actuación en la temporada 1976 ante un rival superior como el Auckland, donde Manawatu ganó por 12-10 gracias a un try (dos puntos) anotado por  Rollerson en el último momento, sirviendo para llevarse el partido. Ese mismo año, fue la primera vez que Rollerson fue llamado para la selección nacional de Nueva Zelanda, siendo el número 758 desde que se creó esta selección, más conocida como All Blacks, y que defendió entre 1976 y 1981, jugando un total de 24 partidos.
Su debut como internacional llegó con 23 años, en octubre de 1976, ganando a Uruguay en Montevideo por 21-9. Durante esa primera competición, por un error confundieron su nombre y en lugar de escribir Doug pusieron "Dupug", convirtiéndose en su apodo.
Aunque primordialmente jugó en Nueva Zelanda, en 1979 militó por poco tiempo en Los Angeles Rugby Club y Vail Rugby Club de Estados Unidos, volviendo posteriormente a su club, Manawatu. 
Después de su segunda y última época en su equipo inicial, en 1992 se trasladó a Nueva Gales del Sur, Australia, donde jugó sus últimos partidos como profesional en el equipo North Sydney Bears. Una vez finalizada su carrera deportiva como jugador, desempeñó un cargo de ejecutivo desde 1997 hasta 2003.
El 3 de mayo de 2017, falleció a los 63 años de edad en Auckland, Australia, por cáncer de próstata.